# FTSE 250
El FTSE 250 (en inglés: FTSE 250 Index, Financial Times Stock Exchange 250 Index, también conocido como Footsie 250) es un índice de capitalización mesurado de 250 empresas británicas en la Bolsa de Londres. Son las empresas más grandes seleccionadas trimestralmente de la 101 a la 350, teniendo su cotización principal en el índice. Promociones y degradaciones del índice se dan trimestralmente y tendrán lugar en marzo, junio, septiembre y diciembre. Este índice se calcula en tiempo real y se publican cada minuto.
Los índices relacionados son el FTSE 100 (que enumera las 100 mayores empresas), el FTSE 350 (que combina el FTSE 100 y 250), el FTSE SmallCap y el FTSE All-Share (que es la agregación de las FTSE 100, FTSE 250 y el FTSE SmallCap).
Un buen número de empresas dentro de este índice son fondos de inversión. Al 30 de septiembre de 2008, la capitalización de mercado neto de índice FTSE 250 161 mil millones de libras esterlinas (o 13 por ciento del FTSE 100).

## Lista de las compañías en el FTSE 250
Reflejando el reemplazo de Aricom con Peter Hambro Mining efectivo el 22 de abril de 2009.
En orden alfabético:
1. 3i
2. 3i Infrastructure
3. 888 Holdings
4. ARM Holdings
5. Aberdeen Asset Management
6. Aberforth Smaller Companies Trust
7. Absolute Return Trust
8. Aegis Group
9. Aggreko
10. Alternative Investment Strategies
11. Aquarius Platinum
12. Arriva
13. Ashmore Group
14. Ashtead Group
15. WS Atkins
16. Avast
17. Aveva
18. BBA Aviation
19. BH Global
20. BH Macro
21. BSS Group
22. BTG
23. Babcock & Brown Public Partnerships
24. Babcock International Group
25. Bankers Investment Trust
26. Baring Emerging Europe
27. A.G. Barr
28. Barratt Developments
29. Beazley Group
30. Bellway
31. Berkeley Group Holdings
32. Big Yellow Group
33. BlackRock World Mining Trust
34. Bluebay Asset Management
35. Bluecrest Allblue Fund
36. Bodycote International
37. Bovis Homes Group
38. Brewin Dolphin
39. Brit Insurance Holdings
40. British Assets Trust
41. British Empire Securities and General Trust
42. Britvic
43. N Brown Group
44. Burberry Group
45. CSR
46. Caledonia Investments
47. Carillion
48. Carpetright
49. The Carphone Warehouse
50. Catlin Group
51. Charter
52. Chaucer Holdings
53. Chemring Group
54. Chloride Group
55. City of London Investment Trust
56. Close Brothers Group
57. COLT Telecom Group
58. Computacenter
59. Connaught
60. Cookson Group
61. Cranswick
62. Croda International
63. Daejan Holdings
64. Daily Mail and General Trust
65. Dairy Crest Group
66. Dana Petroleum
67. Davis Service Group
68. De La Rue
69. Debenhams
70. Dechra Pharmaceuticals
71. Derwent London
72. Dexion Absolute
73. Dignity
74. Dimension Data
75. Domino Printing Sciences
76. Domino's Pizza UK & IRL
77. DSG International
78. Dunedin Income Growth Investment Trust
79. Dunelm Group
80. Eaga
81. EasyJet
82. Edinburgh Dragon Trust
83. The Edinburgh Investment Trust
84. Edinburgh UK Tracker Trust
85. Electra Private Equity
86. Electrocomponents
87. Emerald Energy
88. Enterprise Inns
89. Euromoney Institutional Investor
90. Evolution Group
91. F&C Asset Management
92. F&C Commercial Property Trust
93. Ferrexpo
94. Fidelity European Values
95. Fidelity Special Values
96. Fidessa Group
97. Filtrona
98. Finsbury Worldwide Pharmaceutical
99. FirstGroup
100. James Fisher & Sons
101. Foreign & Colonial Eurotrust
102. Forth Ports
103. GKN
104. Game Group
105. Genus
106. Go-Ahead Group
107. Goldman Sachs Dynamic Opportunities
108. Great Portland Estates
109. Greene King
110. Greggs
111. HMV Group
112. HSBC Infrastructure Company
113. Halfords Group
114. Halma
115. Hansard Global
116. Hargreaves Lansdown
117. Hays
118. Helical Bar
119. Henderson Group
120. Heritage Oil
121. Hikma Pharmaceuticals
122. Hiscox
123. Hochschild Mining
124. Homeserve
125. Hunting
126. IG Group Holdings
127. IMI
128. ITV
129. Impax Environmental Markets
130. Inchcape
131. Informa
132. Intermediate Capital Group
133. International Personal Finance
134. Interserve
135. Investec
136. JKX Oil & Gas
137. JPMorgan American Investment Trust
138. JPMorgan Asian Investment Trust
139. JPMorgan Emerging Markets Investment Trust
140. JPMorgan European Fledgling Investment Trust
141. JPMorgan European Investment Trust
142. JPMorgan Fleming Mercantile Investment Trust
143. JPMorgan Indian Investment Trust
144. JPMorgan Japanese Investment Trust
145. Jardine Lloyd Thompson Group
146. Keller Group
147. Kesa Electricals
148. Kier Group
149. Ladbrokes
150. Law Debenture
151. Logica
152. London Stock Exchange Group
153. MITIE Group
154. Marston's
155. McBride
156. Meggitt
157. Melrose
158. Melrose Resources
159. Merchants Trust
160. Michael Page International
161. Micro Focus International
162. Millennium & Copthorne Hotels
163. Misys
164. Mitchells & Butlers
165. Mondi Group
166. Moneysupermarket.com
167. Monks Investment Trust
168. Morgan Crucible Co
169. Morgan Sindall
170. Mothercare
171. Mouchel Parkman
172. Murray Income Trust
173. Murray International Trust
174. National Express Group
175. Northern Foods
176. Northumbrian Water Group
177. Novae Group
178. PZ Cussons
179. Pace
180. PartyGaming
181. PayPoint
182. Perpetual Income & Growth Investment Trust
183. Persimmon
184. Peter Hambro Mining
185. Polar Capital Technology Trust
186. Premier Farnell
187. Premier Foods
188. Premier Oil
189. Provident Financial
190. PV Crystalox Solar
191. QinetiQ
192. RIT Capital Partners
193. RPS Group
194. Rank Group
195. Rathbone Brothers
196. Redrow
197. Regus
198. Renishaw
199. Rentokil Initial
200. Restaurant Group
201. Rightmove
202. Robert Wiseman Dairies
203. Rotork
204. SDL
205. SSL International
206. SVG Capital
207. Salamander Energy
208. Savills
209. Scottish Investment Trust
210. Scottish Mortgage Investment Trust
211. SEGRO
212. Shaftesbury
213. DS Smith
214. SOCO International
215. Spectris
216. Spirax-Sarco Engineering
217. Spirent
218. Sports Direct
219. St. James's Place
220. Stagecoach Group
221. SThree
222. Stobart Group
223. Synergy Health
224. Talvivaara Mining Company
225. Tate & Lyle
226. Taylor Wimpey
227. Telecity Group
228. Telecom Plus
229. Temple Bar Investment Trust
230. Templeton Emerging Markets Investment Trust
231. Thames River Multi Hedge PCC
232. Tomkins
233. Travis Perkins
234. TR Property Investment Trust
235. Tullett Prebon
236. UK Commercial Property Trust
237. Ultra Electronics
238. United Business Media
239. VT Group
240. Vectura Group
241. Venture Production
242. Victrex
243. W H Smith
244. Weir Group
245. Wellstream
246. Wetherspoons
247. William Hill
248. Witan Investment Trust
249. Wolseley
250. Wood Group
251. Xchanging